# Callionymus ikedai
Callionymus ikedai är en fiskart som först beskrevs av Nakabo, Senou och Aizawa, 1998.  Callionymus ikedai ingår i släktet Callionymus och familjen sjökocksfiskar. Inga underarter finns listade.